# (33373) 1999 BL28
1999 BL28 (asteroide 33373) é um asteroide da cintura principal. Possui uma excentricidade de 0.22537040 e uma inclinação de 8.08340º.
Este asteroide foi descoberto no dia 17 de janeiro de 1999 por Spacewatch em Kitt Peak.